# Vườn quốc gia Currawinya
Vườn quốc gia Currawinya là một vườn quốc gia ở Queensland, Úc. Vườn quốc gia gần Hungerford ở tây nam Queensland, Australia, 828 km về phía tây. Sông Paroo chảy qua vườn quốc gia này. Câu cá, canoeing và bơi lội là các hoạt động giải trí phổ biến trong vườn quốc gia này.